# Janneke Bijl
Janneke Bijl (Oosterwijk, 29 juli 1985) is een Nederlandse voetbalster die vanaf seizoen 2012/13 uitkomt voor PSV/FC Eindhoven.

## Carrière
Bijl maakte als 16-jarige in de zomer van 2002 de overstap van haar club LRC Leerdam naar SV Saestum, een van de betere ploegen in het landelijke vrouwenvoetbal. Niet veel later volgde ook haar debuut voor het Nederlands vrouwenvoetbalelftal. Op 27 november 2002 in de wedstrijd tegen België die met 4-0 gewonnen werd was het zover. Bijl startte die wedstrijd in de basis en maakte een goede indruk. Tot dusver wist ze niet verder dan 2 interlands te komen, mede door een tweetal vervelende blessures.
In drie jaar tijd raakt Bijl tot tweemaal toe geblesseerd aan haar kruisbanden. Nadat ze eerst haar linkerkruisband had afgescheurd, scheurde ze in het seizoen 2006/2007 haar rechterkruisband. Op 13 september 2007 maakte zij haar rentree bij haar inmiddels nieuwe club FC Twente. Zij stapte in de zomer van 2007 over naar Twente om mee te doen aan de nieuw opgerichte Eredivisie voor vrouwen.
Bijl is ook bekend vanwege haar columns in het blad Vrouw & Voetbal. Deze columns droegen de naam "De botte Bijl". Vanaf het seizoen 2007/2008 is hiermee ze gestopt , omdat ze al haar tijd in FC Twente wil steken. Ze blijft wel actief voor het tijdschrift. Ook heeft Bijl een wekelijkse column in de regionale krant de Weekendkrant, getiteld Bijltjesdag.
Op 24 mei 2008 won Bijl met FC Twente de KNVB beker. Ze scoorde zelf het openingsdoelpunt. Uiteindelijk werd het 1-3 voor de Tukkers.
In de voorbereiding op seizoen 2008/09 blesseerde Bijl zich weer aan haar knie, waardoor ze opnieuw enkele maanden uit de roulatie was. Op 3 oktober 2008 maakte ze haar rentree tegen sc Heerenveen. Niet veel later raakte Bijl opnieuw geblesseerd. Toen ze rond de winterstop voor de keuze kwam te staan om verder te gaan met voetbal of zich te richten op haar maatschappelijke carrière, koos ze, mede door haar vele blessureleed, ervoor om zich te gaan richten op een fulltime baan en derhalve te stoppen met voetbal.
Vanaf seizoen 2009/10 zal ze met FC Utrecht weer op het hoogste niveau gaan voetballen. Haar seizoen begint echter opnieuw met een blessure. Ze verdraaide haar knie op een training en kan voorlopig niet voetballen. Ze kwam niet in actie voor de club en vertrok na een jaar naar haar oude club SV Saestum. Na twee jaar in Zeist keerde ze terug naar de Eredivisie en ging spelen voor PSV/FC Eindhoven. Bijl beëindigde zijn voetbalcarrière in 2017.  Hierna werd zij per direct trainer van Vrouwenelftal SV Saestum. 
Op 22 december 2022 werd bekend dat Bijl werd assistent-trainer van Andries Jonker.

## Erelijst

### In clubverband
- Kampioen van Nederland: 2005, 2006 (SV Saestum)
- KNVB beker: 2004 (SV Saestum), 2008 (FC Twente), 2010 (FC Utrecht)
- Supercup: 2005, 2006 (SV Saestum)

## Statistieken
| Seizoen | Club             | Land      | Competitie          | Wedstrijden | Doelpunten |
| ------- | ---------------- | --------- | ------------------- | ----------- | ---------- |
| 2002/03 | SV Saestum       | Nederland | Hoofdklasse         | -           | -          |
| 2003/04 | SV Saestum       | Nederland | Hoofdklasse         | -           | -          |
| 2004/05 | SV Saestum       | Nederland | Hoofdklasse         | -           | -          |
| 2005/06 | SV Saestum       | Nederland | Hoofdklasse         | -           | -          |
| 2006/07 | SV Saestum       | Nederland | Hoofdklasse         | -           | -          |
| 2007/08 | FC Twente        | Nederland | Eredivisie          | 16          | 1          |
| 2008/09 | FC Twente        | Nederland | Eredivisie          | 7           | 0          |
| 2009/10 | FC Utrecht       | Nederland | Eredivisie          | 0           | 0          |
| 2010/11 | SV Saestum       | Nederland | Topklasse           | -           | -          |
| 2011/12 | SV Saestum       | Nederland | Topklasse           | -           | -          |
| 2012/13 | PSV/FC Eindhoven | Nederland | Women's BeNe League | 1           | 0          |
| Totaal  | Totaal           | Totaal    | Totaal              | 24          | 1          |

Bijgewerkt op 2 september 2012